# Мартовський
Мартовський (рос. Разъезд Мартовский) — населений пункт у Ахтубінському районі Астраханської області Російської Федерації.
Населення становить 12 осіб (2010). Входить до складу муніципального утворення Верхньобаскунчацьке міське поселення.

## Історія
Населений пункт розташований на території українського етнічного та культурного краю Жовтий Клин. Від 1975 року належить до Ахтубінського району.
Згідно із законом від 6 серпня 2004 року органом місцевого самоврядування є Верхньобаскунчацьке міське поселення.

## Населення
| 2002 | 2010 |
| ---- | ---- |
| 18   | ↘12  |